# Králiky
Králiky (in tedesco Elsdorf, in ungherese Királyka) è un comune della Slovacchia facente parte del distretto di Banská Bystrica, nella regione omonima.

## Storia
Il villaggio è citato per la prima volta nel 1696.